# Kassakou
Kassakou är ett arrondissement i kommunen Gogounou i Benin. Den hade 8 196 invånare år 2002.